# Most Wolności w Nowym Sadzie
Most Wolności (serb. Мост слободе - Most slobode, Каменички мост - Kamenički most) – podwieszany most drogowy na Dunaju w Nowym Sadzie w Serbii.
Most ma konstrukcję żelbetową, 1312 m długości, 27,60 m szerokości. Płyta mostu jest zawieszona na dwóch pylonach wysokości 60 m, odległych od siebie o 351 m. Most ma sześć pasów ruchu dla pojazdów kołowych i dwa chodniki dla pieszych. Projektantem mostu był architekt Nikola Hajdin. Most znajduje się między Nowym Sadem a miastem Sremska Kamenica.
Most został oddany do użytku 23 października 1981 po budowie trwającej od 1976. 3 kwietnia 1999 został zniszczony przez naloty NATO. Zburzony most blokował żeglugę na Dunaju. Po trwającej dwa lata odbudowie 8 października 2005 most został powtórnie oddany do ruchu. Odbudowa kosztowała około 40 mln euro.